# Catedral Metropolitana de Medellín

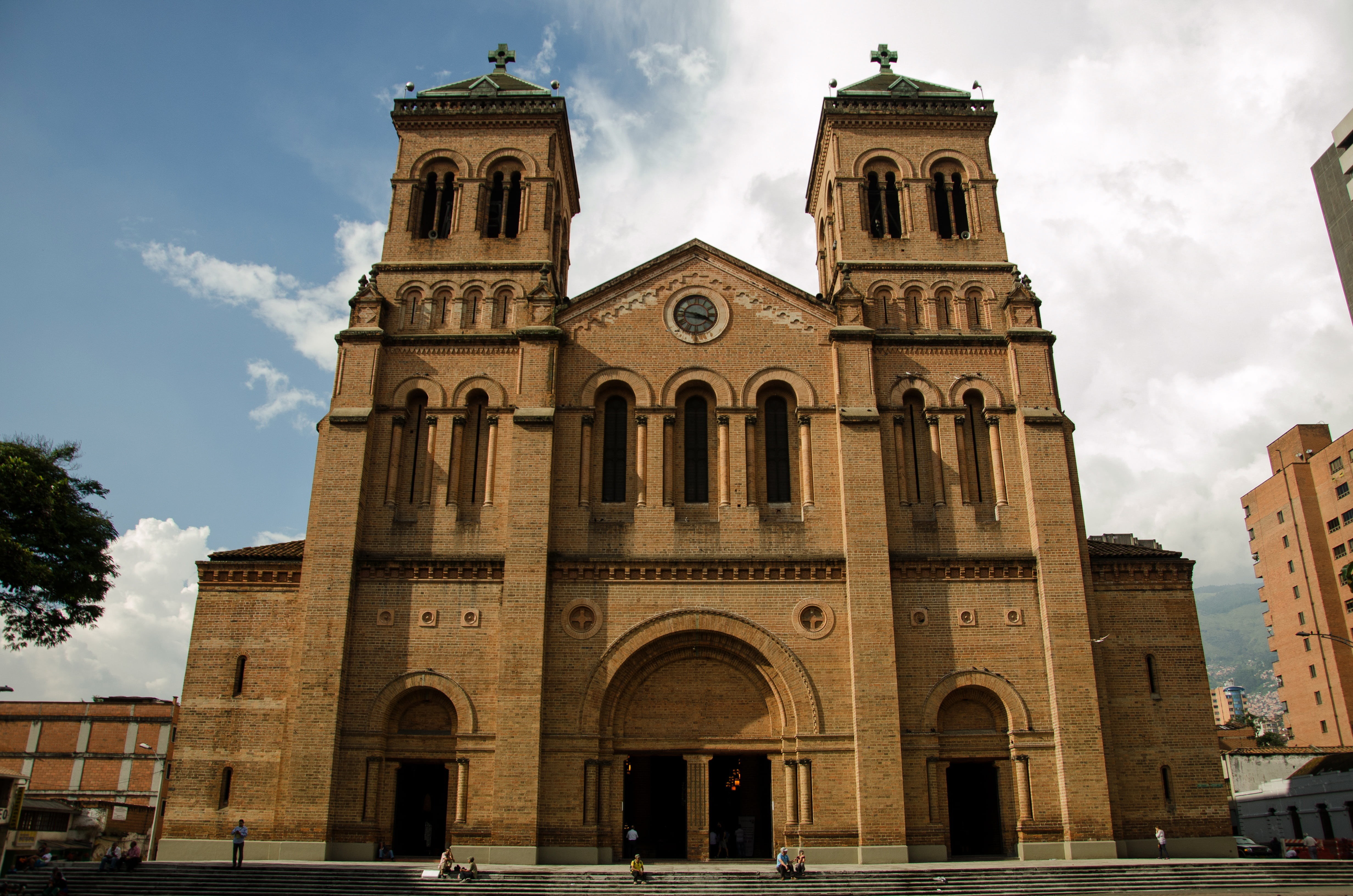
Außenansicht der Kathedrale von Medellin

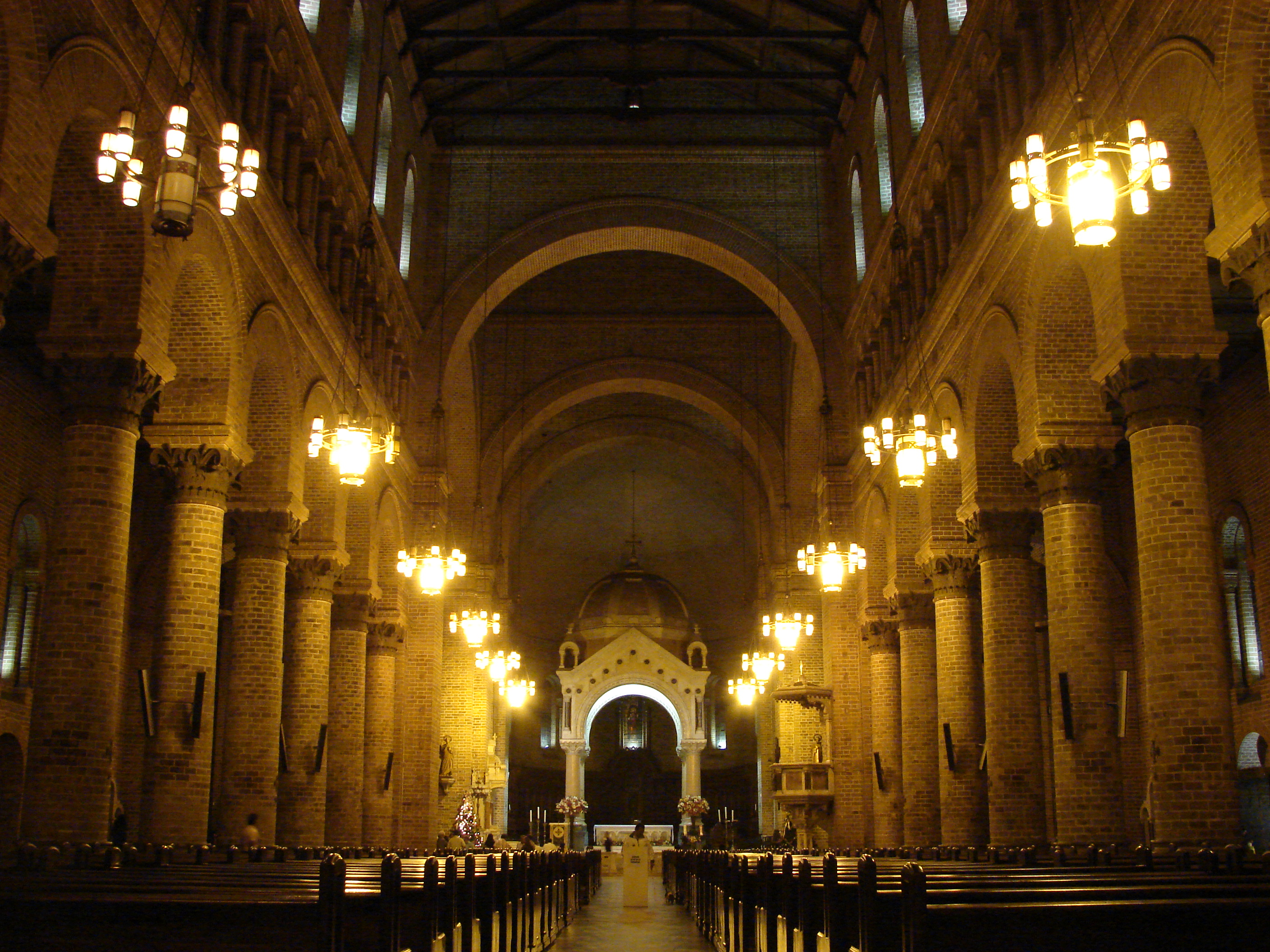
Das beeindruckende Längsschiff

Die Catedral Basílica de Nuestra Señora de la Inmaculada Concepción oder Catedral Metropolitana de Medellín (deutsch Kathedralkirche Unserer Lieben Frau von der Unbefleckten Empfängnis oder Erzbischöfliche Kathedrale von Medellín) ist die Hauptkirche der kolumbianischen Stadt Medellín. 
Die Kathedrale ist Sitz des römisch-katholischen Erzbistums Medellín. Mit 5000 m² Fläche und einer Höhe von 53 m ist sie der größte Lehmziegelbau der Welt. Die ersten Planungen für die Kathedrale als Nachfolgerin der Basilika Unserer Lieben Frau von Candelaria gehen auf das Jahr 1868 zurück, als der Sitz des Erzbischofs nach Medellín verlegt wurde. Der Bau unter der Leitung des französischen Architekten Charles Émile Carré dauerte 41 Jahre. 1931 wurde das Bauwerk geweiht. 1948 erhielt sie zusätzlich den Titel einer Basilica minor.
Das Kirchengebäude hat den Grundriss eines Lateinischen Kreuzes und wurde im neuromanischen Stil errichtet. Die dreischiffige Basilika hat ihre Hauptpforte nach Süden gerichtet, die halbrunde Apsis demnach gegenüber im Norden. Das Querschiff endet mit zwei Seitenaltären. In dieser Kathedrale steht eine romantisch disponierte große dreimanualige Orgel, die von dem Ludwigsburger Orgelbauer Oscar Walcker, nach der Fertigstellung eingebaut wurde. Mit Unterstützung der Bundesrepublik Deutschland wurde sie im Jahr 2009/2010 von der deutschen Orgelbauwerkstatt Oberlinger restauriert, damit sie auch zusätzlich für Orgelkonzerte brauchbar wurde.
Das kolumbianische Ministerium für Kultur hat die Kirche zu einem architektonischen Erbe nationalen Charakters (Bien de Interés Cultural de Carácter Nacional) erklärt.

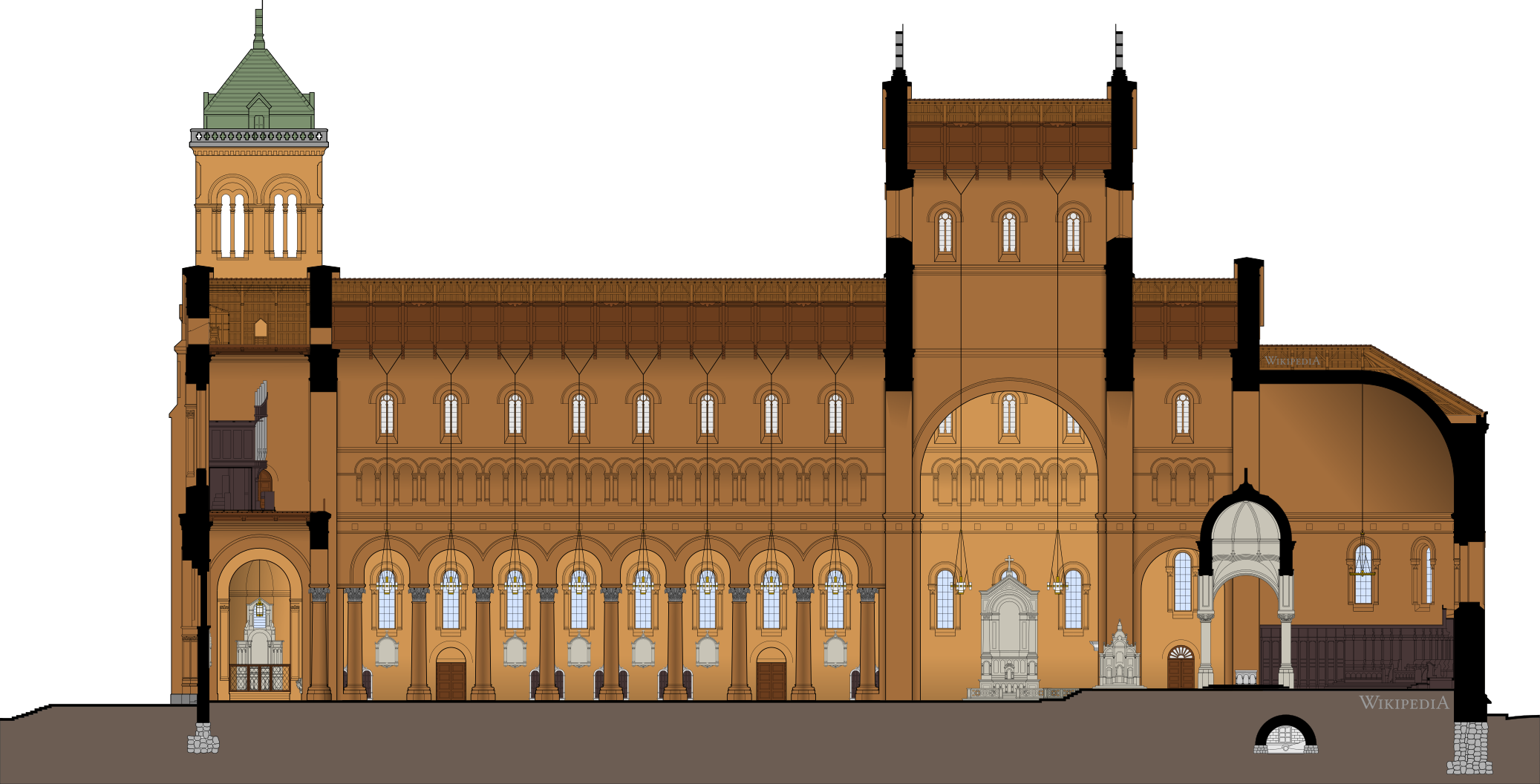
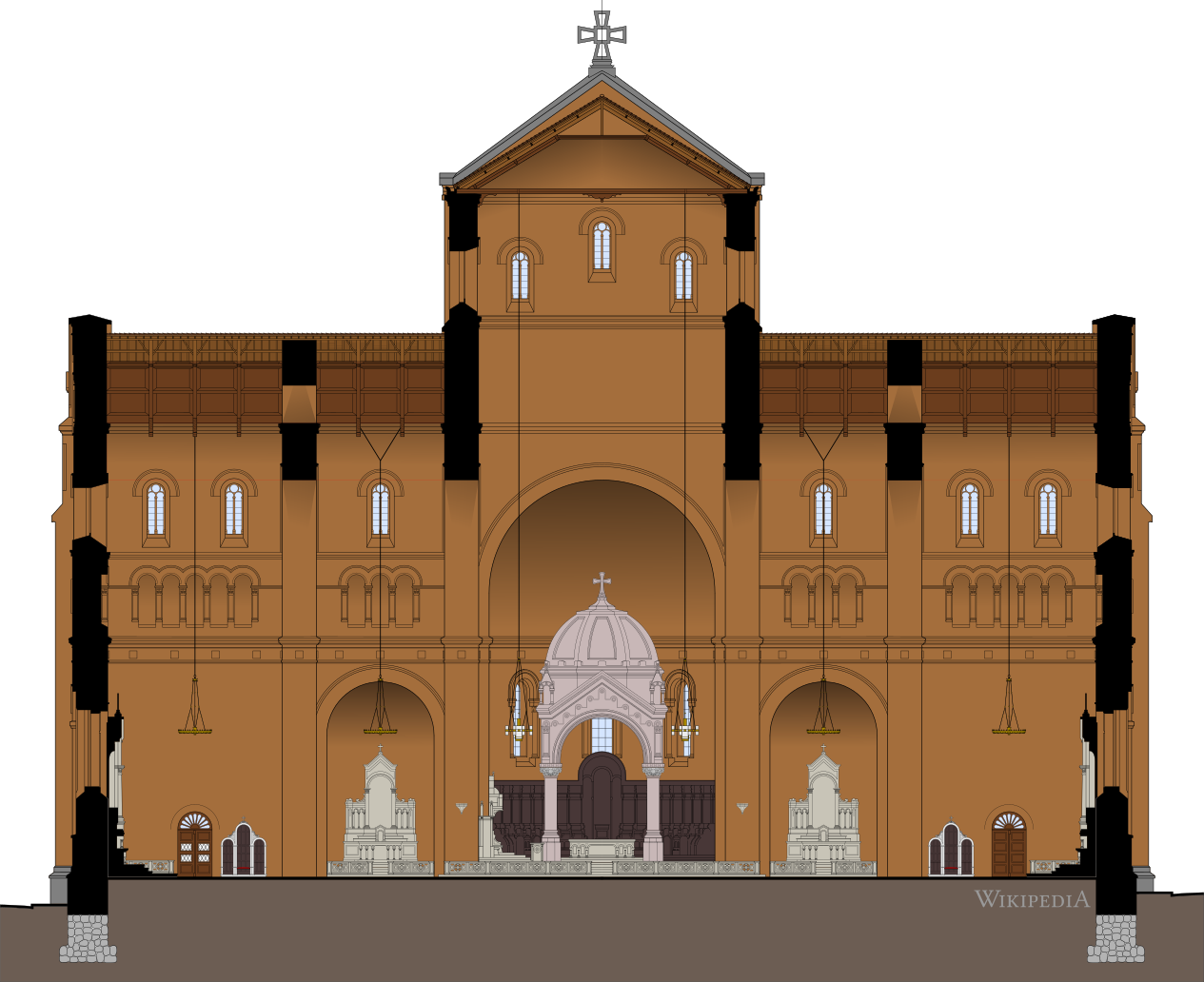